# チンザノ (企業)
チンザノまたはチンザーノ（Cinzano）は、イタリアの酒類製造会社。ベルモットやスプマンテを製造しているが、ベルモットのチンザノが世界的に有名である。
1757年にチンザーノ家が創業し、1922年に会社が設立した。1999年にカンパリグループに買収され、現在は同グループの一ブランドである。

## 概要
ベルモットや、スプマンテを製造・販売している。日本では、チンザノと言えば社名ではなくベルモットの製品名をさすほどにチンザノのベルモットは有名である。また、イタリアで初めてスパークリングワインを製造した。
チンザノ社は1757年, イタリアのトリノにおいて、兄ジョヴァンニ(Giovanni Giacomo Cinzano)と弟カルロ(Carlo Cinzano)の兄弟により創業された。当初は地元産のワインやハーブ、スパイス等を用いて独自の製法により製造した、今日ベルモットと呼ばれるフレーバードワインを販売する小さな店であった。
その後、ジョヴァンニの息子フランセスコ・チンザノ (Francesco Cinzano)の代にチンザノのベルモットは人気を博し、1786年時の権力者サヴォイア家の公式な納入業者となる。
1800年代初頭、フランスのシャンパーニュ地方産のスパークリングワイン（シャンパン）が世界的に注目された。
それに伴い、チンザノ社はサヴォイア家から、シャンパンに対抗するワインの製造を依頼される。そして1840年、チンザノ社は、今日スプマンテの名で知られるイタリア初のスパークリングワインを製造した。
その後、フランスをはじめ世界に進出したチンザノ社のベルモットとスプマンテは、2度の世界大戦を経た後も愛され続けていたが、1980年代後半から徐々に訴求力を失っていった。
しかし、1999年にカンパリグループ配下となった後、広告戦略によりブランド力を吹き返している。

## 主な商品
チンザノブランドの製品ラインでは現在、クラシック・ベルモット、メディテレーニアン・ベルモット、スパークリングワインの3つのシリーズが存在する。
日本においては2001年よりサントリーが輸入・販売を行っている。

### クラシック・ベルモット
伝統的な味の4種のベルモットである。
チンザノ・ビアンコ(Cinzano Bianco)レモンやフレッシュハーブ、スパイスを使ったさっぱりとしたスイート・ベルモット
チンザノ・ロッソ(Cinzano Rosso)苦めで重めの濃赤色のスイート・ベルモット
チンザノ・ロゼ(Cinzano Rose)ロゼワインベースのピンクのスイート・ベルモット
チンザノ・エクストラドライ(Cinzano Extra Dry)薄黄色のドライ・ベルモットで、もっともワインらしい風味。

### メディテレーニアン・ベルモット
地中海シチリア地方のフルーツを意識したフルーツフレーバー（現在は主に柑橘系）のベルモットシリーズである。
チンザノ・リメット(Cinzano Limetto)レモン風味のベルモット
チンザノ・オランチョ(Cinzano Orancio)オレンジ風味のベルモット

### スパークリングワイン
イタリア産のぶどうで作られた発泡ワインであるスプマンテのシリーズ。
アスティ・スプマンテ・チンザノ(Asti D.O.C.G. Cinzano)イタリア アスティ産のモスカート種の白ブドウを用いた甘口のスプマンテ。チンザノ社が最初に作成したスプマンテである。
グラン・チンザノ (Gran Cinzano)少し甘口のスプマンテ。
チンザノ・ピノ・シャルドネ (Pinot Chardonnay Cinzano)ピノ種とシャルドネ種の白ブドウを用いたドライなスプマンテ。
チンザノ・プロセッコ(Prosecco Cinzano)北イタリアはトレヴィーゾ産のプロセッコ種の白ブドウを用いたドライなスプマンテ
チンザノ・ロゼ (Cinzano Rose)ロゼワインベースのスプマンテ。新製品。
チンザノ・ティツィアーノ(Tiziano Cinzano )赤ワインベースのスプマンテ。